# François Benoît Hoffmann
François Benoît Hoffmann (Nancy, 11 luglio 1760 – Parigi, 25 aprile 1828) è stato un drammaturgo e librettista francese.
La grafia con cui firmava i volumi della raccolta completa delle sue opere è "Hoffman".
Hoffman ha un profilo intellettuale molto interessante, dalla fisionomia moderna, e per la vastità di articoli e saggi pubblicati può essere considerato un eclettico. Al lavoro di librettista egli affiancò infatti anche quello di critico e commediografo. Per avere un'idea della vastità dei suoi interessi, spesso legati anche a questioni scientifiche, basta sfogliare l'indice della raccolta completa delle sue opere. Il suo eclettismo è dimostrato anche dalla svolta che seppe imprimere alla sua carriera quando, dopo gli studi giuridici, fu costretto a rinunciare alla professione di avvocato perché affetto da una leggera balbuzie e decise di dedicarsi al teatro.
Le prime due opere che compose, Phèdre e Nephté, due tragédie-lyrique rappresentate per la prima volta rispettivamente nel 1786 e nel 1789, furono entrambi musicati da Lemoyne (Jean-Baptiste Moyne, detto Lemoyne), per le scene dell'Opéra. La prima riscosse un buon successo, ma la seconda non rimase a lungo in cartellone.
A causa di questo inconveniente il sodalizio con Lemoyne si ruppe e Hoffman partì per un viaggio in Italia.
Al suo rientro in Francia compose un nuovo libretto dal titolo Adrien, che offrì a Luigi Cherubini, il quale però lo rifiutò.
Ancora in cerca di un nuovo collaboratore, Hoffman si rivolse a Méhul, che, per tutti gli anni novanta, resterà il suo collaboratore preferito. Ma proprio in questi anni un nuovo inconveniente interruppe la collaborazione di Hoffman con l'Opéra.
Negli anni 1789-1790 Hoffman si trovò coinvolto in una controversia legale, per questioni inerenti al  diritto d'autore, con l'Opéra. Il primo teatro parigino, considerando come sua esclusiva proprietà ogni opera che in essa fosse stata rappresentata, nel tentativo di allestire nuovamente Nephté con maggior successo della prima volta, voleva, contro il parere dell'autore, aggiungervi dei divertissement. Hoffman intraprese una dura battaglia legale perché fossero riconosciuti i suoi diritti di autore, che penalizzò molto sia il suo lavoro che le sue opere. Legalmente la questione terminò con un parere favorevole all'autore, ma la direzione dell'Opéra non gradì affatto la soluzione. Così, quando nel 1790 Hoffman presentò alla direzione artistica del teatro il nuovo libretto di Médée, per ritorsione l'Opéra gli rifiutò l'allestimento. 
Dopo la disavventura con l'Opéra, durante il Direttorio, Hoffman continuò ad impegnarsi per la tutela dei diritti d'autore. Divenne a tal punto attivo all'interno della Société des Auteurs Dramatiques da esserne designato quale rappresentante presso l'Opéra-Comique. Così dunque Hoffman si trovò a lavorare a più stretto contatto con Cherubini, che era legato proprio a tal teatro da un contratto che lo obbligava a comporre un certo numero di atti entro un dato tempo stabilito. Fu così che il compositore italiano acquistò il libretto di Médée.

## Opere
Libretti
- Phèdre, tragédie lyrique en 3 actes, musique de Lemoyne, créée le 26 octobre 1786 au château de Fontainebleau;
- Nephté, tragédie lyrique en 3 actes, musique de Lemoyne, créée le 15 décembre 1789 à l'Opéra de Paris;
- Euphrosine ou le Tyran corrigé, comédie en 5 actes mise en musique par Étienne Nicolas Méhul, créée le 4 octobre 1790 à la Comédie-Italienne (réduite à 4, puis à 3 actes);
- Adrien, opéra en 3 actes, musique d'Étienne Nicolas Méhul, créé en janvier 1792, puis sous une forme révisée en 1802;
- Stratonice, comédie héroïque en un acte et en vers, musique d'Étienne Nicolas Méhul, créée le 3 mai 1792 à la Comédie-Italienne;
- Le Jeune Sage et le Vieux Fou, comédie en un acte mêlée de musique d'Étienne Nicolas Méhul créée le 28 mars 1793 à l'Opéra-Comique;
- Adélaïde, drame en 3 actes et en vers créé en 1793;
- Callias, drame en un acte et en vers créé en 1795;
- Le Brigand, opéra-comique en 3 actes créé en 1795;
- Azeline, comédie en 3 actes créée en 1797;
- Médée, opéra en 3 actes, musique de Luigi Cherubini, créé  en 1797 au Théâtre Feydeau;
- Ariodant, drame en 3 actes mêlé de musique d'Étienne Nicolas Méhul, créé le 11 octobre 1799 à l'Opéra-Comique;
- Bion, comédie en un acte mêlée de musique d'Étienne Nicolas Méhul, créée le 27 décembre 1800 à l'Opéra-Comique;
- Lisistrata, ou Les Athéniennes, Comédie en un acte et en prose, mêlée de vaudevilles imitée d'Aristophane, créé le 15 janvier 1802 au Théâtre Feydeau;
- Le Trésor supposé ou le Danger d'écouter aux portes, comédie en un acte mêlée de musique d'Étienne Nicolas Méhul, créée le 29 juillet 1802 à l'Opéra-Comique;
- Le Roman d'une heure, comédie en un acte créée au Gymnase en 1803;
- La Ruse inutile, opéra-comique en 2 actes créé en 1805;
- Grimaldi, comédie en 3 actes, musique de Rodolphe Kreutzer, créée en 1810.

Romans, essais
- Mes souvenirs ou Recueil de pensées fugitives (1802);